# 荀爽
荀 爽（じゅん そう、128年 - 190年）は、後漢の政治家。字は慈明。一名に諝。豫州潁川郡潁陰県（現在の河南省許昌市）の人。荀淑の子。甥は荀彧。なお子に荀棐、その子に荀肸がおり、さらにその子には荀勗がいる。

## 人物
『後漢書』に於いて父荀淑の伝に付随する形で伝が立てられている。
幼い頃から学問を好み、十二歳にして『春秋』・『論語』に良く通じた。経書に没頭し、祝い事や弔い事に出席せず、また出仕の誘いがきたが応じなかった。荀淑には荀爽以外に荀倹・荀緄・荀靖・荀燾・荀汪・荀粛・荀旉の七人の子がおり、荀氏の八龍と呼ばれていたが、八龍の中でも荀爽が最も良いと潁川の人たちに評された。
延熹9年（166年）、太常の趙典から至孝（郷挙里選の科目）と推挙を受け、郎中となった。しかしこの試験の際に当時の政治に対しての痛烈な批判を行い、それが聞き遂げられると官を辞めて故郷へ帰った。
党錮の禁の際には海上へ逃れ、更に南へと逃れた。この間、十数年。この間に著述を行い、碩儒と呼ばれるようになった。
党錮が解かれると高官たちは荀爽を争って辟召しようとした。司空の袁逢により有道に挙げられたが、荀爽は応じなかった。しかし後に袁逢が死去すると荀爽は3年の服喪に入った。このことで更に名声が高まり、大将軍何進の従事中郎となり、さらに侍中とされた。
黄巾の乱では豫州刺史の王允に仕え、孔融と共に黄巾軍を撃破した。
何進が中常侍の張譲ら殺害され、董卓により献帝が擁立されると荀爽は董卓から離れたいと思ったが叶わず、平原国相とされた。荀爽が任地へと向かう途中、光禄勲とされ、さらに司空とされた。95日の間の出来事である。あるときに趙謙とともに董卓の長安遷都を諫めたことがある。
司空になった荀爽は長安へと帰り、董卓の傍にいるようになった。しかし董卓を放置すれば後漢が危うくなると考えて王允・何顒と共に謀を練っていたが、病気のため死去した。享年63。
『唐物語』23話に隠瑜の妻となった娘が登場する。